# Jean-François Hory
Jean-François Hory (ur. 15 maja 1949 w Neufchâteau, zm. 28 grudnia 2017) – francuski polityk i prawnik związany z Majottą, deputowany krajowy, poseł do Parlamentu Europejskiego III i IV kadencji, w latach 1992–1996 lider Ruchu Radykałów Lewicy.

## Życiorys
Z wykształcenia prawnik, studiował na uniwersytetach w Strasburgu i Dijon. W połowie lat 70. osiedlił się na Majotcie, gdzie pracował w administracji. W latach 1981–1986 zasiadał w Zgromadzeniu Narodowym VII kadencji. Działał w ruchu francuskich radykałów – od 1992 do 1996 stał na czele tego ugrupowania. Od 1989 do 1999 przez dwie kadencje sprawował mandat eurodeputowanego. W 2008 powołany w skład Rady Stanu.